# Duško Ševerdija
Duško Ševerdija (Zaton (Šibenik), 12. svibnja 1921.), hrvatski domovinski i iseljenički poduzetnik i književnik

## Životopis
Rodio se je u Zatonu kod Šibenika. U rodnom mjestu išao je u pučku školu. U Šibeniku je bio u prvom razredu klasične gimnazije, pa je otišao u Ljubljanu k bogatoj teti i završio srednju Trorazrednu Nadaljevalnu hotelirsku gostilničarsku šolu. Zatim se je zaposlio u Zagrebu. Završio je i nekoliko tečaja: knjigovodstva, brzopisa, strojopisa i radio-telegrafije, što je bilo temelj njegova zanimanja do kraja rata. Koncem rata se je zbog zla glasa koji se širio iz krajeva koje su osvojile jugokomunističke snage otišao je u masovnom zbjegu dijela hrvatskog naroda na Zapad u emigraciju. Bio je u više izbjegličkih logora i naposljetku je odselio u Argentinu u Buenos Aires. Zaposlio se je kao činovnik u Ministarstvu rada. Već šest godina poslije sa suprugom je otvorio vlastitu tvornicu pletiva. Potom je preselio u drugu argentinsku provinciju Cordobu u kojoj je neprekidno živio u San Agustinu. Domovinu je nakon dugo vremena prvi put posjetio ljeta 1993. godine.
Spisateljskim radom bavio se od odlaska u emigraciju. U logorima je pisao za izvedbe ad hoc skečeva i vesele dramske fragmente, ali i pjesme. Prve je objavio u logoru Fermu u pokrenutom listu Croatia, a društvo su mu činili hrvatski književnici i intelektualci Husnija Hrustanović, Zvonko Fržop, Vinko Nikolić, Dušan Žanko (ratni intendant Hrvatskoga narodnog kazališta u Zagrebu, poslije djelovao u Venezueli), Janko Skrbin, Duško Kalebić, Luka Brajnović, Srećko Karaman i dr., Dramu Hrvatsku krunu napisao je zajedno s Fržopom. Na logorskoj pozornici uprizorili su ju izvođački nositelji prof. Zoričić i prof. Mandica Dulčić. Kad je preselio u Argentinu, pjesme je objavio u Domobranskom Godišnjaku, pa u Hrvatskoj reviji i inim hrvatskim emigrantskim listovima.
Pozitivne su kritike o Ševerdijinim pjesmama napisali Gracijan Raspudić, Ante i Branko Kadić, Dušan Žanko, Gojko Borić i još neki.

## Djela
Objavio je samostalna izdanja:

- Koracima prema Suncu, knjiga sabranih pjesama (tiskana)
- U rukopisu su ostale tri zbirke pjesama, te podulja priča Hasanaga.

## Nagrade i priznanja
- Šimun Šito Ćorić uvrstio ga je u svoju antologiju 60 hrvatskih emigrantskih pisaca, a Vinko Nikolić u svoju antologiju emigrantskog pjesništva Pod tuđim nebom.[1]